# Khánh Sơn (xã)
Khánh Sơn là một xã thuộc huyện Nam Đàn, tỉnh Nghệ An, Việt Nam.